# Iracionalismus
Iracionalismus (z lat. irrationalis nerozumný) je obvykle pejorativní označení pro filosofické i životní postoje a názory, které zpochybňují nebo popírají:
- A) schopnost lidského rozumu pravdivě poznávat skutečnost (epistemologický iracionalismus),
- B) rozumovou poznatelnost skutečnosti jako takové (metafysický iracionalismus),
- C) možnost rozumného a rozumového vedení života (etický iracionalismus).

Místo toho hledají jiné, zpravidla vnitřní a neověřitelné způsoby poznání – intuici, cit, mystické vidění, esoteriku. Mají zpravidla blíž k umění než k vědě.

## Filosofický iracionalismus
Názory a postoje, označované jako iracionalistické, se vyskytují v západním myšlení od poloviny 19. století, a to jako reakce na osvícenský racionalismus století 18. i na německý idealismus, například na slavný Hegelův výrok: „Co je rozumné, to je skutečné, a co je skutečné, to je rozumné“.

### Søren Kierkegaard
První, kdo se proti tomu hlasitě ozval, byl dánský křesťanský myslitel Søren Kierkegaard; vadily mu hlavně dvě věci:
- že se tu filosof stylizuje do role neúčastněného pozorovatele, jako kdyby se ho drama světa a života vůbec netýkalo;
- že se navíc staví do role svrchovaného soudce, „absolutního Ducha“, který všechno posuzuje – a nakonec schvaluje.

Proti tomu postavil Kierkegaard tragický osud jednotlivého člověka, který se musí rozhodovat, i když neví a nechápe, a za všechno se bude jednou odpovídat před Božím soudem. Sám byl ovšem natolik pod Hegelovým vlivem, že si svůj postoj nedovedl představit jinak než jako „antitezi“ – a tak své výroky náležitě přehnal, čímž si vysloužil nálepku iracionalismu.

### Schopenhauer a Nietzsche
Větším právem ji lze připsat jinému velkému mysliteli, Arthuru Schopenhauerovi, který za základ celé skutečnosti pokládal vůli a nakonec usoudil, že se se stavem světa člověk musí smířit. Schopenhauer měl velký vliv na Friedricha Nietzscheho, mimořádně ostrého pozorovatele a kritika, jemuž ovšem na Schopenhauerovi vadilo zhruba totéž, co Kierkegaard vytýká Hegelovi. Nietzsche ale také vystihl, co je na Kierkegaardově postoji asi nejdůležitější: že člověk je konečná bytost, „smrtelník“, který ví jen to, co může vidět a poznat, kdežto celek světa mu zůstává nepřístupným tajemstvím.

## Dědictví iracionalismu
Skutečnost, že člověk i jeho poznání je z povahy věci vždy omezené, že se starým ideálem rozumového vedení života dokáže řídit jen do jisté míry a že je vždy ovládán především jinými silami, se od té doby stala obecným vlastnictvím pozdější filosofie. Ta si také začala lépe všímat i ostatních stránek a schopností člověka, jeho jedinečné osoby, jeho potřeb a žádostí i jeho temných stránek.
Pozdější filosofie už nemůže být tak bezelstně racionalistická jako byli osvícenci, nemůže si představovat, že se člověk stane čistě racionálně uvažující bytostí bez vášní a podivností. Rozumné jednání zůstává stále ideálem, ne danou vlastností člověka. Počínaje W. Diltheyem si začala také víc všímat podivuhodného faktu života, který člověka zařazuje do přírody i do světa, a počínaje M. Buberem také toho, že člověk žije ve vztazích, které nelze rozdělovat na racionální a iracionální.
Důraz na iracionální stránky člověka nicméně vyvolává napětí vůči vědě a přibližuje se naopak estetickému a uměleckému vnímání světa. Někteří myslitelé 20. století si vzali lekci iracionalismu tak k srdci, že dokonce racionalitu vůbec odmítali (například tak zvaná postmoderna), nicméně přesto psali v rozumných větách, protože jinak se člověk druhým sdělovat nemůže.

## Představitelé iracionalismu
- Arthur Schopenhauer (1788–1860)
- Sören Kierkegaard (1813–1855)
- Friedrich Nietzsche (1844–1900)

Iracionalismus se někdy přisuzuje i dalším filosofům, kteří věnovali velkou pozornost jiným než racionálním funkcím člověka, například intuici nebo citu. Britský politický filosof Isaiah Berlin hledal původ iracionalismu už u německého filosofa a pedagoga J. G. Hamanna a domníval se, že iracionalismus měl významný podíl na vzniku nacismu. V postojích nacistických předáků bylo sice hodně iracionálních motivů, na druhé straně ale bylo působení nacismu také neobyčejně racionalizované. Za iracionalisty se někdy pokládají také filosofové jako Schelling, Henri Bergson, Wilhelm Dilthey, Michel Foucault, Martin Heidegger, Jean-Paul Sartre a další. Děje se to ovšem spíše neprávem: všichni totiž používají racionální postupy analýzy a argumentace, jen si lépe než jiní uvědomili, že člověk ani zdaleka není bytost pouze racionální.